# Арба, Родика
Родика Арба (рум. Rodica Arba; род. 5 мая 1962, Petricani, Нямц), в девичестве Пушкату (рум. Puşcatu) — румынская гребчиха, выступавшая за сборную Румынии по академической гребле на всём протяжении 1980-х годов. Двукратная олимпийская чемпионка, четырёхкратная чемпионка мира, победительница и призёрка многих регат национального значения.

## Биография
Родика Пушкату родилась 5 мая 1962 года в коммуне Петрикани, жудец Нямц, Румыния. Занималась академической греблей в Бухаресте в столичном гребном клубе «Динамо».
Первого серьёзного успеха на взрослом международном уровне добилась в сезоне 1980 года, когда вошла в основной состав румынской национальной сборной и благодаря череде удачных выступлений удостоилась права защищать честь страны на летних Олимпийских играх в Москве. В составе экипажа, куда также вошли гребчихи Анджелика Апостяну, Марлена Предеску-Загони, Родика Фрынту, Флорика Букур, Елена Бондар, Ана Ильюцэ, Мария Константинеску и рулевая Елена Добрицою, показала третий результат в программе распашных рулевых восьмёрок, пропустив вперёд экипажи из Восточной Германии и Советского Союза, пришедшие к финишу первым и вторым соответственно — тем самым завоевала бронзовую олимпийскую медаль. При всём при том, на этих Играх из-за политического бойкота отсутствовали некоторые сильные представители западных стран, как то США, Канада, Нидерланды, и в связи с этим общая конкуренция была меньшей.
В 1981 году побывала на чемпионате мира в Мюнхене, откуда привезла награду бронзового достоинства, выигранную в зачёте безрульных двоек. Награждена орденом «За спортивные заслуги» III степени.
На мировом первенстве 1982 года в Люцерне получила бронзу в распашных рулевых четвёрках.
В 1983 году на чемпионате мира в Дуйсбурге стала серебряной призёркой в безрульных двойках.
Находясь в числе лидеров гребной команды Румынии, благополучно прошла отбор на Олимпийские игры 1984 года в Лос-Анджелесе (будучи страной социалистического лагеря, формально Румыния бойкотировала эти соревнования по политическим причинам, однако румынским спортсменам всё же разрешили выступить на Играх частным порядком). На сей раз Арба стартовала в безрульных двойках совместно с Еленой Хорват — в финале обошла всех своих соперниц и стала олимпийской чемпионкой.
После лос-анджелесской Олимпиады Родика Арба осталась в составе румынской национальной сборной на ещё один олимпийский цикл и продолжала принимать участие в крупнейших международных регатах. Так, в 1985 году она отправилась представлять страну на мировом первенстве в Хазевинкеле и одержала победу в зачёте безрульных двоек.
В 1986 году в безрульных двойках победила на чемпионате мира в Ноттингеме.
На мировом первенстве 1987 года в Копенгагене дважды поднималась на верхнюю ступень пьедестала почёта, победила в безрульных двойках и рулевых восьмёрках, став таким образом четырёхкратной чемпионкой мира по академической гребле.
В 1988 году успешно выступила на Олимпийских играх в Сеуле — добавила в послужной список золотую медаль, выигранную в безрульных двойках совместно с Ольгой Хомеги, и серебряную медаль, добытую в программе восьмёрок. Вскоре по окончании этих соревнований приняла решение завершить спортивную карьеру.
Её сын Юльян Арба тоже стал гребцом уровня национальной сборной, принимал участие в чемпионате Европы 2009 года в Бресте в составе экипажа-восьмёрки.
В 2004 году награждена орденом «За спортивные заслуги» I степени.